# Chiesa di San Martino Vescovo (San Martino di Venezze)
La chiesa di San Martino Vescovo, citata anche più semplicemente come chiesa di San Martino, è un edificio religioso sito a San Martino di Venezze, comune in provincia di Rovigo posto nel medio Polesine. Amministrativamente parte del vicariato di Villadose, all'interno della diocesi di Adria-Rovigo, è sede parrocchiale e arcipretale.
La chiesa, edificata nella seconda metà del XVIII secolo in sostituzione della precedente del XVII secolo, oramai fatiscente, sorge con orientamento nord-sud al limite settentrionale dell'abitato, nei pressi dell'argine destro del fiume Adige al quale volge la facciata, e conserva al suo interno alcune opere d'arte a tema religioso di scuola veronese.
Il campanile sorge staccato dall'edificio in posizione arretrata sulla parte destra della piazza, ed è caratterizzato da una pronunciata pendenza.

## Storia
Le prime tracce della presenza sul territorio di una comunità religiosa risalgono intorno all'XI secolo, tuttavia la prima documentazione che attesta la presenza di una chiesa è del 1241, dove il canonico Uguccione ne afferma l'appartenenza all'amministrazione dell'abbazia territoriale della Vangadizza, nell'attuale Badia Polesine.
La vicinanza al letto del fiume Adige e delle sue frequenti inondazioni ne segna le vicende storiche. La chiesa, passata sotto la giurisdizione della diocesi di Adria, verrà gravemente danneggiata e in seguito distrutta, come dichiara in una sua relazione del 1536 il vicario generale del vescovo monsignor Ferretti.
L'edificio, parzialmente ristrutturato, subisce un nuovo e costante degrado strutturale ad opera dello stagnamento delle acque alluvionali e in un successivo documento datato 1686 se ne constata lo stato di abbandono.
Per soddisfare le esigenze dei fedeli, viene eretta l'attuale chiesa dopo l'alluvione del 1784, titolata al santo patrono san Martino vescovo (Martino di Tours), e ai co-patroni san Rocco e santa Eurosia. La struttura ospita inizialmente, oltre all'altare maggiore, solo altri due altari. Anche questa struttura subisce i disastrosi effetti di un'ennesima alluvione, quella del 1844 che ne minarono l'integrità con il cedimento di parte delle mura perimetrali, del tetto e del pavimento. Fu questa occasione per avviarne l'ampliamento oltre che la ristrutturazione, per iniziativa di una cordata capitanata dai conti Mangilli, proprietari terrieri, e da altri benefattori. Solo vent'anni più tardi la relazione della visita pastorale del 1864 riportava che il numero degli altari era aumentato a cinque, con i due nuovi, seppur ancora da completare, dedicati a sant'Antonio e alla Sacra Cintura che si aggiungevano ai tre precedenti. Sono successivi la costruzione del coro, del pulpito, dell'impalcatura lignea dell'organo a canne e di un settimo altare dedicato a san Rocco.

## Descrizione
L'edificio, con pianta basilicale a navata unica, sorge con orientamento nord-sud affacciandosi alla sponda destra dell'Adige.

### Esterno
La facciata, priva di sagrato e realizzata in laterizio intonacato, è del tipo a capanna e di impostazione neoclassica, tripartita, rinserrata agli angoli da due ordini di lesene doriche, sovrapposti e separati da una cornice marcapiano in leggero aggetto. La sezione centrale inferiore integra l'unico sobrio portale, sormontato da un frontoncino circolare poggiato su mensole, quella superiore da un finestrone tamponato anch'esso sormontato da un frontoncino ma di forma triangolare. La facciata termina nel lato superiore con un frontone triangolare dotato di cornice semplice, stretto ai lati da volute in leggero aggetto, con timpano che racchiude al suo interno un oculo cieco, e sormontato, al colmo e ai lati dei rampanti, da pilastrini in pietra.